# گروه آتشفشان تاتون
گروه آتشفشان تاتون (به لاتین: Tatun Volcano Group) یک کوهستان و آتشفشان چینه‌ای در تایوان است.